# Canelita (cantante)
Jonathan Vera Granja (Algeciras, Cádiz, 31 de julio de 1989), conocido artísticamente como Canelita, es un cantante de flamenco, pop flamenco y rumba español.

## Biografía

### Inicios y fama
Canelita nació en Algeciras, Cádiz, y se crio en el barrio de La Bajadilla. Inició su trayectoria en el flamenco en su infancia. Fue descubierto por el cantante y guitarrista Manzanita durante la grabación de un álbum homenaje al cantaor El Chino, quien también quien le puso el mote de "Canelita" al oirlo cantar y decir que su cante es como "canela fina". A partir de este momento convertiría en su nombre artístico.
En marzo de 2004, a los catorce años, publicó su primer álbum Vivo Errante, que obtuvo repercusión a través de los sencillos "Como te camelo" y "Mi canastera", y fue producido por Salvador Andrades y Morenito de Íllora. Tras ello, lanzó Por mi calle (2005) y Bésame (2006), que continuaban con un registro flamenco y contenían colaboraciones con Morenito de Íllora y La Nitra. Los temas de esta etapa son principalmente fandangos, bulerías, tangos y rumbas, así como baladas.

### Etapa adulta y últimos años
Tras Tu Mirar (2008) y Fiesta (2009), en 2010 publicó Vuelvo, que abordaba temas más maduros de superación tras un tiempo retirado de la vida pública. Fue producido por Francisco Carmona, mezclando baladas flamencas con canciones más pop, y le llevó a girar en Francia y Alemania.Soñaré (2012) continuaba esta línea e incluía colaboraciones con Raimundo Amador, Morenito de Íllora y Sergio Ramos, así como un tema dedicado a Los Morancos.
En los años siguientes publicó Saltaré (2015), con el que realizó una gira en Sudamérica, y Divino (2017), que alcanzó el puesto 20 en la lista de álbumes española. También ha colaborado con Huecco, María Toledo, Antonio Hernández y C. Tangana. Con este publicó "La Culpa" (2022), junto a Omar Montes y Daviles de Novelda, que fue número 8 y Disco de Oro en España. Desde 2020 edita sus canciones en su sello discográfico, Canelita Music.

## Discografía

### Álbumes de estudio
| Título       | Detalles                                                              | Listas |
| Título       | Detalles                                                              | ESP    |
| ------------ | --------------------------------------------------------------------- | ------ |
| Vivo Errante | - Lanzamiento: 13 de marzo de 2004 - Discográfica: La Flamenca Discos | —      |
| Por mi calle | - Lanzamiento: 30 de marzo de 2005 - Discográfica: La Flamenca Discos | —      |
| Bésame       | - Lanzamiento: 1 de enero de 2006 - Discográfica: Producciones Ar     | —      |
| Tu Mirar     | - Lanzamiento: 15 de febrero de 2008 - Discográfica: Producciones Ar  | —      |
| Fiesta       | - Lanzamiento: 15 de junio de 2009 - Discográfica: Producciones Ar    | —      |
| Vuelvo       | - Lanzamiento: 7 de noviembre de 2010 - Discográfica: Producciones Ar | —      |
| Soñaré       | - Lanzamiento: 8 de mayo de 2012 - Discográfica: Producciones Ar      | 48     |
| Saltaré      | - Lanzamiento: 20 de marzo de 2015 - Discográfica: Fods Records       | 38     |
| Divino       | - Lanzamiento: 20 de octubre de 2017 - Discográfica: Fods Records     | 20     |

### Compilaciones
- Canelita (Producciones Ar, 2008).

### Sencillos
- "Canelita y su guitarra" (2011, #48 en España).
- "A Los Morancos" (2012).
- "Siento" (2017).
- "Intentaré Olvidarte" (2019).
- "Llama Viva" (2019).
- "Aunque me duela" (2020).
- "La Culpa" (con C. Tangana, Omar Montes y Daviles de Novelda) (2022, #8 y Disco de Oro en España).[13]